# 百禄桥镇
百禄桥镇，是中华人民共和国湖南省常德市汉寿县下辖的一个乡镇级行政单位。 与汉寿其他地方不同，百禄桥的居民使用的汉语方言为新湘语。

## 行政区划
百禄桥镇下辖以下地区：
白鸵寺社区、庄稼村、八罗家村、燕子冲村、八斗丘村、桂花村、肖家湾村、百禄桥村、孔家湖村、梧桐村、洪福村、五里牌村、王才坝村、石桥村、朱家村和幸福林场生活区。